# Daade
Die Daade (auch Daadenbach genannt) ist mit 16,027 km Fließstrecke und einem Einzugsgebiet von 53,28 km² der größte und ein linker sowie südlicher Zufluss der Heller. Er fließt im Westen des Südlichen Hellerberglandes durch den Landkreis Altenkirchen im Nordosten von Rheinland-Pfalz.

## Name
Der Name (ahd. *Dadana) könnte sich von germ. *þada- für 'geschmolzen' ableiten im Sinne von 'Fluss, der bei Schneeschmelze viel Wasser führt'.

## Geographie

### Verlauf
Die Daade entspringt unweit des 654 m hohen Stegskopfs, der sich oberhalb von Emmerzhausen auf der Westerwälder Basalthochfläche, dem Höhenschwerpunkt des (Hohen) Westerwaldes befindet; die Quelle des Bachs wird auch „Sonnenscheinsbörnchen“ genannt. Das Quellgebiet lag im Sicherheitsbereich des seit 2014 aufgegebenen Truppenübungsplatzes Daaden und durfte nur mit vorheriger Genehmigung betreten und besichtigt werden.
Die Daade fließt überwiegend in nordwestlicher Richtung und geht schon nach rund einem Kilometer Fließstrecke ins Südliche Hellerbergland über, was sich am Einschneiden des Flusstals wie auch an der Bewaldung manifestiert. 

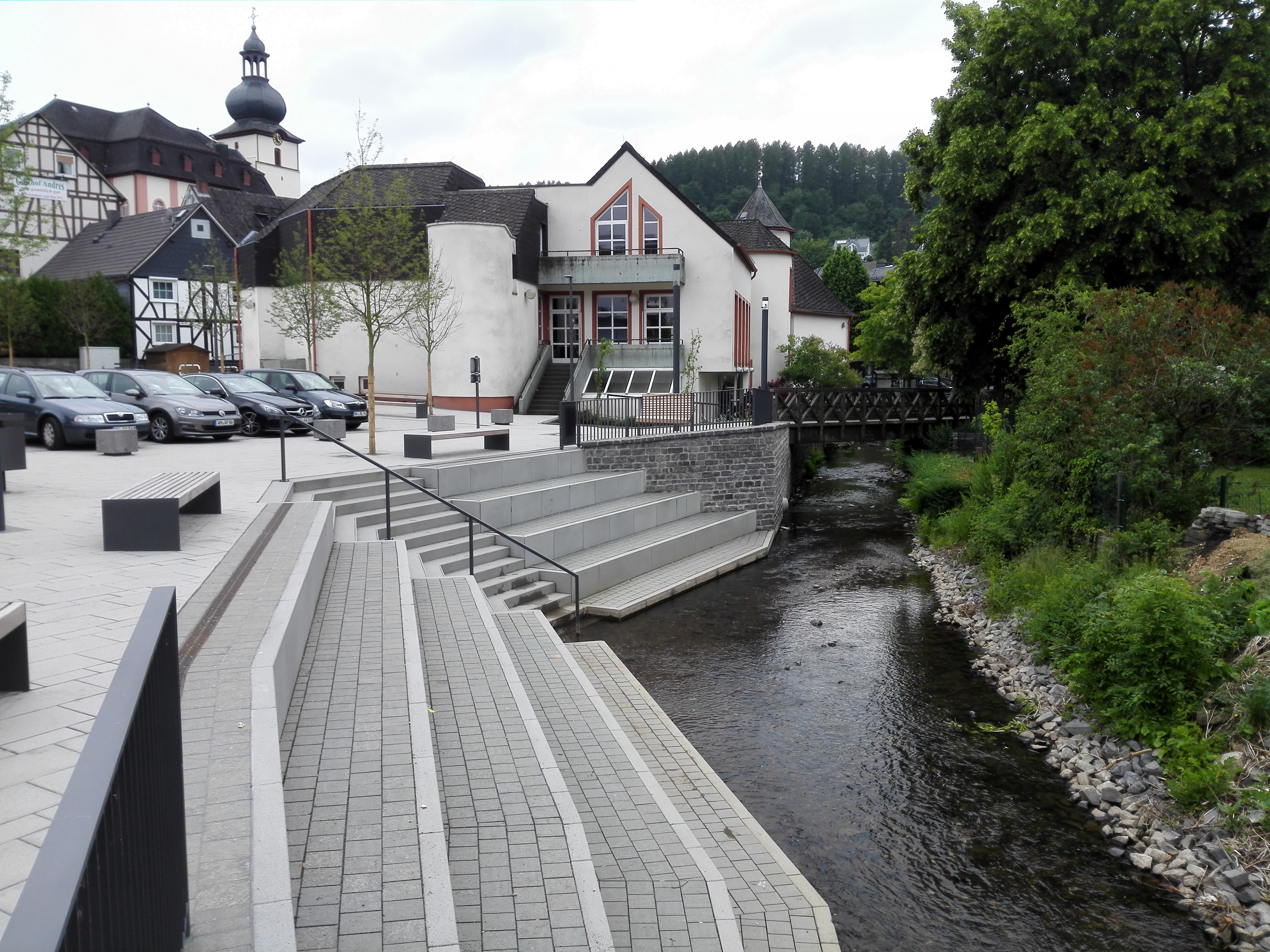
Daade mit neugestalteter Ufertreppe am Fontenay-le-Fleury-Platz in Daaden

Ab Daaden fließt sie überwiegend parallel zur Daadetalbahn. Sie mündet am östlichen Ortsrand von Alsdorf von Süden kommend in die Heller, die etwas weiter nordwestlich bei Betzdorf in die Sieg mündet.
Der Abschnitt bis zur Einmündung des Friedewalder Baches in Daaden wird auch als Emmerzhäuser Bach bezeichnet.
Von der Einmündung des Friedewalder Baches bis zur Mündung in die Heller ist die Daade ein Gewässer zweiter Ordnung. Die Daade wurde in diesem Bereich für alle aquatischen Lebewesen durchgängig gemacht, wozu zehn alte Wehranlagen, die früher zur Bewässerung von Auenwiesen genutzt wurden, heute aber keine wasserwirtschaftliche Bedeutung mehr haben, bis Frühjahr 2017 zurückgebaut wurden.

### Zuflüsse

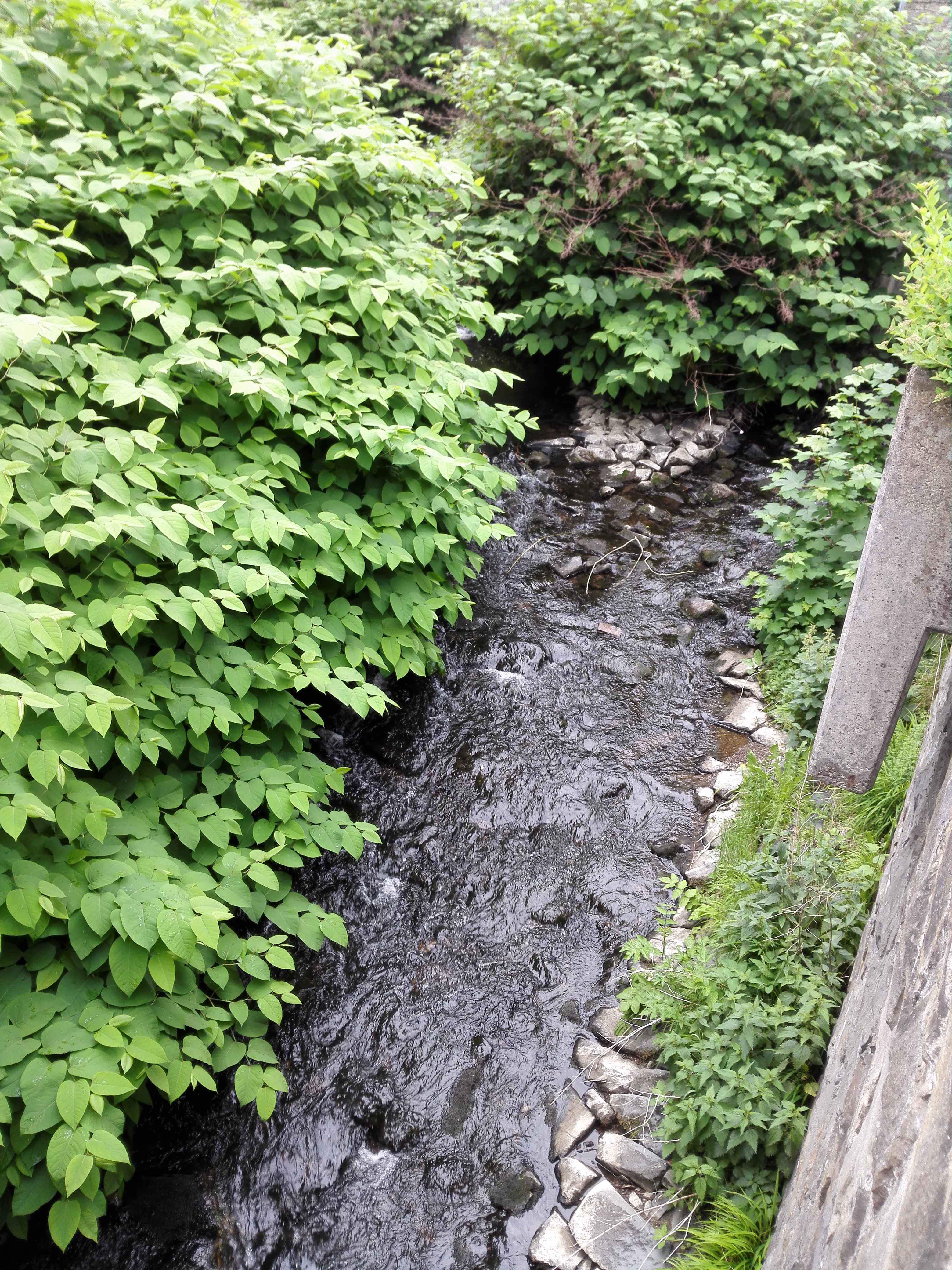
Einmündung des Friedewalder Baches (oben rechts) in die Daade (Emmerzhäuser Bach, oben links) in Daaden

Die Zuflüsse der Daade sind (flussabwärts geordnet):
- Derscherbach (links, 3,9 km, 9,3 km²) (Gewässerkennzahl 272282)
- Direnbach (rechts, 2,0 km, 2,3 km²) (Gewässerkennzahl 2722832)
- Friedewalder Bach (links, 4,9 km, 8,1 km²) (Gewässerkennzahl 272284)
- Werrbach (links, 1,3 km, 1,1 km²)
- Dreisbach (links, 5,6 km, 8,4 km²) (Gewässerkennzahl 272286)
- Graben (links, 1,3 km, 1,0 km²)
- Schutzbach (links, 3,1 km, 3,6 km²) (Gewässerkennzahl 272288)
- Grubenbach (rechts, 0,3 km, 0,28 km²)

Alle linken Bäche haben ihre Quellen auf dem Neunkhausen-Weitefelder Plateau, schneiden jedoch bereits nach kurzer Fließstrecke tiefere Täler ins Hellerbergland.

### Ortschaften
Zu den Ortschaften an der Daade gehören:
- Emmerzhausen
- Daaden (größter Ort an der Daade)
- Biersdorf (Ortsteil von Daaden)
- Niederdreisbach
- Schutzbach
- Alsdorf

## Verkehr
Entlang der Daade verläuft von Daaden über Alsdorf nach Betzdorf die Daadetalbahn.